# La gran familia
La gran familia es una película española en blanco y negro dirigida en 1962 por Fernando Palacios e interpretada en sus principales papeles por Alberto Closas y Amparo Soler Leal. Obtuvo un gran éxito de taquilla en su momento y fue reconocida con diversos galardones. Su impacto en una generación de españoles fue tal que dio lugar a tres secuelas, la última de ellas rodada treinta y siete años más tarde. Está considerada como uno de los principales exponentes de la ideología imperante durante período denominado como «segundo franquismo».

## Sinopsis
Carlos Alonso y Mercedes Cebrián son padres de quince hijos de diferentes edades. Todos ellos viven junto con el abuelo y dependen del trabajo de Carlos —aparejador pluriempleado— como único sustento de la familia, lo que los sitúa en constantes apuros económicos. También cuentan con el apoyo de Juan, el padrino, pastelero de profesión. A través de distintos episodios, se nos narra la vida cotidiana de la familia: una jornada habitual y completa del clan; la Primera comunión de dos de los hijos; los exámenes finales de nueve de ellos; las vacaciones en la Costa Dorada, época propicia para el romance de distintos miembros del clan; el extravío de Chencho, el hijo pequeño, en la Plaza Mayor de Madrid y su posterior recuperación. La llegada del primer televisor servirá para anunciar la llegada de un nuevo hijo.

## Producción
En la década de 1950 tuvo éxito en el cine italiano un tipo de comedia rosa costumbrista con películas como Domenica d'agosto (1950), Tres enamoradas (Le ragazze di piazza di Spagna, 1952) o Terza liceo (1954). El productor español José Luis Dibildos intentó trasladar ese modelo al cine español con la creación en 1956 de la productora Ágata Films. El mejor exponente de esta tendencia es Las muchachas de azul, dirigida por Pedro Lazaga en 1957. Se trataba de una «comedia-mosaico» con un realismo edulcorado, situada en un marco urbano contemporáneo, que reflejaba una relación interclasista sin conflictos y estructurada a base de sketches.
El joven productor Pedro Masó estuvo atento a la fórmula de éxito y propuso a Jesús Rubiera, propietario de Asturias Films, la creación de películas similares con un equipo estable de profesionales especializados al modo del cine italiano: los guionistas Vicente Coello, Antonio Vich, Rafael J. Salvia y el propio Masó; los músicos Adolfo Waitzman, Antón García Abril y Augusto Algueró; los directores de fotografía Alejandro Ulloa y Juan Mariné; el director artístico Juan Antonio Simont; los directores Fernando Palacios, José María Forqué, Ricardo Blasco o el ya citado Salvia; y los actores Tony Leblanc, Jorge Rigaud, Manolo Morán, Julia Caba Alba, José Isbert, Concha Velasco y otros. Su primer gran éxito llegó en 1958 con Las chicas de la Cruz Roja y se confirmó al año siguiente con El día de los enamorados. Tampoco descuidaron opciones más esperpénticas ancladas en la tradición hispana como Atraco a las tres (1962).
Aunque sus obras adolecieran de un exceso de estereotipación, la actuación de este equipo profesional consolidado favoreció el éxito de un tipo de comedia que tenía un estilo unitario. En 1961, Masó creó su propia productora y, con un capital de dos mil pesetas, intentó lanzar su proyecto acerca de un feliz matrimonio con quince hijos. El gobierno de la época fomentaba la natalidad, y las películas con niños estaban de moda. Tardó un año en conseguir el capital necesario para ponerla en marcha.
La película fue rodada en Madrid y Tarragona y costó 6 300 000 pesetas de la época, una cantidad importante para una producción española.

## Guion
El guion es obra de Rafael J. Salvia, el propio Pedro Masó y Antonio Vich; los dos primeros ya bien conjuntados por la experiencia previa en otras películas. El argumento, simple y dulzón, carece de una trama continua y está basado en una serie de situaciones o sketches que se suceden con dinamismo, influido por las comedias italianas por episodios posteriores al neorrealismo y que retratan la cotidianidad de forma agridulce. El retrato coral y el ritmo fluido son otras características comunes a tal cine. Destacan los chispeantes diálogos muy en la línea de los de Tono, Miguel Mihura, Enrique Jardiel Poncela y La Codorniz.
La película se divide en tres partes de una media hora de duración cada una. La primera se desarrolla durante la primavera y comienza relatando un día cualquiera en la vida de la familia desde la mañana hasta la noche. Después pasa a narrar el episodio de la primera comunión de dos de los hijos, resuelta con la ayuda del padrino. Finalmente, los exámenes finales de los hijos mayores pondrán a prueba los nervios de los padres y servirán de anticipo de la segunda parte. Esta porción se encuadra en la comedia rosa y tiene un tono ligero que mezcla con habilidad situaciones cómicas, ternuristas y moralizantes. La segunda se desarrolla durante el verano, tiempo vacacional en el que toda la familia permanece unida disfrutando de unas vacaciones en la playa. El tono es también ligero pero da entrada al amor. Luisa —«la coqueta»— tiene su primer romance con un joven catalán, la visita del novio de la hija mayor sirve para confirmar su relación, el padrino tiene un inesperado ligue veraniego que acabará en boda y los padres renuevan su amor. Un tono erótico pero perfectamente casto y católico. El episodio concluye con una secuencia musical junto al mar. La tercera parte transcurre en el invierno. Aunque no se abandonan los toques de humor, es el tercio más dramático. El extravío del pequeño Chencho en el mercadillo navideño de la Plaza Mayor de Madrid dará pie a los esfuerzos de toda la familia por recuperarlo. El triste episodio acabará felizmente con el anuncio de ¡un decimosexto embarazo!
El guion recibió el correspondiente premio del Sindicato Nacional del Espectáculo.

## Dirección
Cuando Masó encargó a Fernando Palacios la realización del proyecto, el director aragonés ya tenía una sólida experiencia cinematográfica. Sobrino de Florián Rey, fue este quien le ofreció la oportunidad de formarse como ayudante de dirección en algunas de sus películas. Entre otros filmes de Rey, intervino en La aldea maldita (versión de 1942) y Brindis a Manolete (1948). Después asistió al húngaro Ladislao Vajda en filmes como Marcelino, pan y vino (1955), Mi tío Jacinto (1956) o Un ángel pasó por Brooklyn (1957). También colaboró en Las chicas de la Cruz Roja (1958). Con esta sólida formación práctica, pudo dar el salto a la dirección realizando la versión española de algunas coproducciones. Su auténtico debut llegó con El día de los enamorados (1959), que demostró su valía y supuso un gran éxito de taquilla. Le siguieron Juanito (1960) —nuevamente con el niño Pablito Calvo—, Tres de la Cruz Roja (1961), Siempre es domingo (1961) y Vuelve San Valentín (1962), secuela de la primera. Palacios era un caso inusual entre los directores españoles de la época, pues nunca intervenía en la confección de los guiones de sus películas.
Aunque Palacios había trabajado ya en películas con repartos extensos, La gran familia suponía un reto que solo pudo afrontar gracias a una adecuada elección de actores y a su pericia técnica. El director acostumbraba a ensayar mucho sus tomas y dejaba poco espacio a la improvisación. Para incluir a tan extensa familia en pantalla recurre a diversas soluciones, como la hilera que forman al llegar al destino estival. En otros casos, su habilidad técnica se aprecia también en sus encuadres del gran número de personajes que aparecen en pantalla, recurriendo a la profundidad de campo, el reencuadre y las constantes entradas y salidas de personajes. Buen ejemplo es la secuencia inicial que nos presenta a los miembros de la familia mientras duermen, o también aquella que muestra a toda la tribu contemplando a través de la ventana el televisor del vecino de enfrente.
Esos elementos, unidos a sus chispeantes diálogos, confieren a la película un gran dinamismo. Tanto la cámara como los actores se mueven con soltura, y el montaje hace que las situaciones se sucedan con rapidez. Todo ello recuerda al coetáneo cine de Luis García Berlanga, sensación que se ve reforzada por la existencia de situaciones «berlanguianas», como la del abuelo jugando a naves espaciales con los niños, el padrino vestido de pastor navideño con un cordero a la espalda y otras. Uno de los logros de Palacios en esta película es la hábil dosificación de tres elementos que sabe aunar sin que resulten empalagosos: el moralismo didáctico y ejemplificador, la comedia ligera y el melodrama ternurista.

## Interpretación

### Alberto Closas

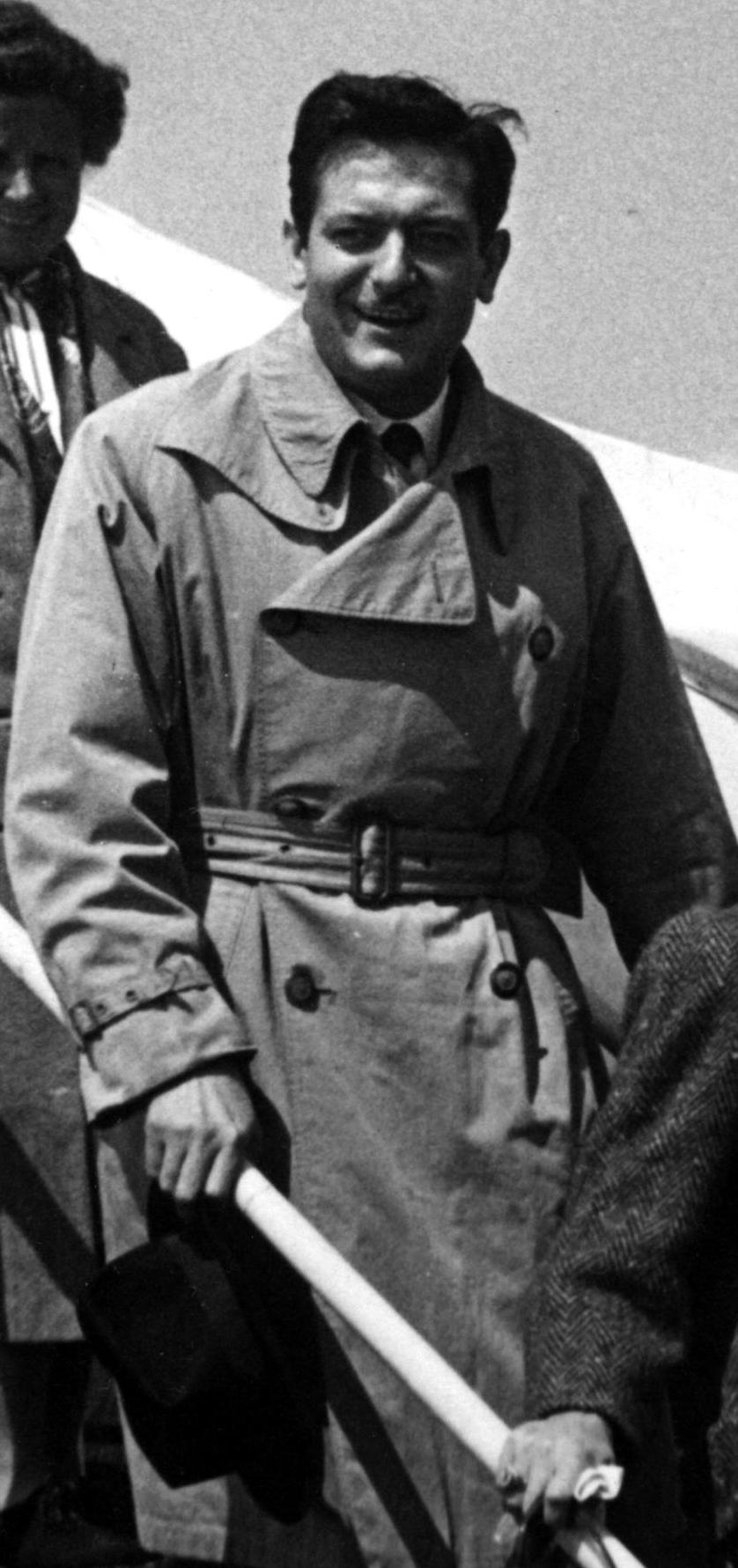
Alberto Closas encarna al paterfamilias

Alberto Closas encarna a Carlos Alonso, el cabeza de familia. Exiliado desde muy joven, Closas comenzó su carrera teatral en Chile y Argentina en la compañía de Margarita Xirgu. Pronto pasó al cine, enfrentándose como galán con las principales actrices latinoamericanas del momento: Zully Moreno, Dolores del Río, Eva Duarte o Mirtha Legrand. En 1955 retornó a España protagonizando la notable Muerte de un ciclista, de Juan Antonio Bardem, y pronto colaboraría en películas comerciales de éxito, varias de ellas basadas en obras teatrales: La vida en un bloc (1956), de Luis Lucia; Una muchachita de Valladolid (1958), de Luis César Amadori o El baile (1959) de Edgar Neville. En 1962 su caché era muy alto, hasta el punto de que de los seis millones de pesetas que costó La gran familia, medio millón correspondía a la remuneración del popular actor.
Carlos Alonso representa todas las virtudes del padre de familia ideal: tiene autoridad pero no es autoritario, es orgulloso pero no vanidoso, es trabajador, honrado, buen cristiano, optimista y positivo. En una secuencia paradigmática, tras haber castigado justamente al único hijo que ha suspendido el curso privándole de las vacaciones en la playa, el resto de la prole —y el abuelo— se rebelará contra la sanción y le hará reconsiderar la aplicación de una pena que él mismo no desea. Paradójicamente, la invocación expresa a la toma democrática de decisiones no era infrecuente en el cine español de la época a pesar de la dictadura que regía el país.
El personaje aparece como patriarca, y es mostrado tanto en su faceta privada —en el contexto hogareño, en el que es a un tiempo fuente de autoridad y proveedor de recursos económicos— como pública —en su trabajo como aparejador ayudando al desarrollo económico español en el campo de la construcción— de forma indivisible.

### Amparo Soler Leal
Amparo Soler Leal era ya una experimentada actriz a pesar de su juventud. Hija de actores, había debutado en el teatro a los trece años y había trabajado en seis películas con anterioridad, entre ellas la famosa Plácido. El año anterior ya había formado pareja con Closas en Usted puede ser un asesino, versión cinematográfica dirigida por José María Forqué a partir de la obra teatral homónima de Alfonso Paso.
La actriz da vida a Mercedes, la abnegada esposa y madre. El personaje es todo un paradigma de la ideología dominante en la España de la época: madre fecunda, práctica, hacendosa, sensata y cabal. Da cohesión al grupo familiar y administra con eficacia el dinero ganado por su esposo. Podemos verla convenciendo a los hijos de que ciertos gastos son superfluos y discutiendo con los comerciantes el precio de los productos. Se trata de un rol que ha envejecido mal y que hoy puede ser visto como machista y reaccionario, pero que en su momento tenía tintes de aperturismo. Su papel representa el paradigma de «ángel del hogar» más propio del siglo XIX, pero prolongado por la ideología franquista. La interpretación de Soler hace creíble a su personaje a pesar de que ella misma solo llevaba siete años de edad a los actores que interpretaban a los hijos mayores.
El optimismo infatigable del personaje está ausente en la parte final de la película, cuando la desaparición del pequeño Chencho pone a prueba su tolerancia. Allí la interpretación de Soler Leal adquiere más matices y demuestra su aptitud para la tragedia. Ejemplos de ello son su angustia al recibir la noticia, la sentida descripción del hijo perdido que proporciona a las autoridades o el durísimo reproche que dirige contra el abuelo, a quien considera responsable del extravío del niño.
La película lanzó a Soler como una acreditada intérprete de comedia. La actriz vio reconocido su trabajo con el premio «Fotogramas de Plata» al mejor intérprete de cine español —tanto masculino como femenino— en la edición de 1963 otorgado por la revista Fotogramas, y con la medalla concedida por el Círculo de Escritores Cinematográficos en la categoría de mejor actriz principal.

### José Isbert
El veterano Pepe Isbert realizó una de las últimas interpretaciones importantes de su larga carrera. Encarna al abuelo, un viejecillo que —como si fuera el decimosexto hijo— lee tebeos y juega con petardos, naves espaciales y muñecas. Su presencia es fundamental en la tercera parte de la película, ya que es su despiste en la Plaza Mayor el que ocasiona la pérdida del pequeño Chencho. Su desesperado grito de «¡Cheeencho!» forma parte de la memoria de la historia del cine español. Ello provoca el drama y la conciencia del anciano de su propia vejez y de la inmediatez de la muerte. Es particularmente significativa la melancólica secuencia en la que se le ve masticar una galleta abatido por la desolación y la herida infligida en su amor propio.
Isbert compuso con convicción y con su característica ronquera a un entrañable personaje. Durante el rodaje realmente trató a los niños como si fueran nietos suyos, particularmente al que interpretaba al pequeño Chencho con el que tuvo una especial relación. Debido a su avanzada edad, podía dormirse en el plató con toda la chiquillería a su alrededor y había que despertarle para continuar el rodaje. Para muchos espectadores, el principal recuerdo de la película que perdura en su memoria es el de un niño pequeño perdido y un abuelo desesperado y atormentado por la culpa, sintiéndose inútil por la edad.

### José Luis López Vázquez
El conocido actor José Luis López Vázquez interpreta al padrino. Se trataba de un actor imprescindible en las comedias españolas del momento. De hecho, también había intervenido en Usted puede ser un asesino junto a Closas y Soler Leal.
Un sector de la crítica censura su sobreactuación —consistente en su hábito de marcar cada una de las sílabas de la frase con fines cómicos— y considera que López es la excepción a un reparto bien dirigido por Palacios. No obstante, la vis cómica del actor hizo que el personaje del padrino que socorre a la familia en momentos de apuro fuera uno de los más recordados por el público. Los gritos infantiles de «¡Padrino búfalo!» son recordados por el público de varias generaciones.

### Secundarios

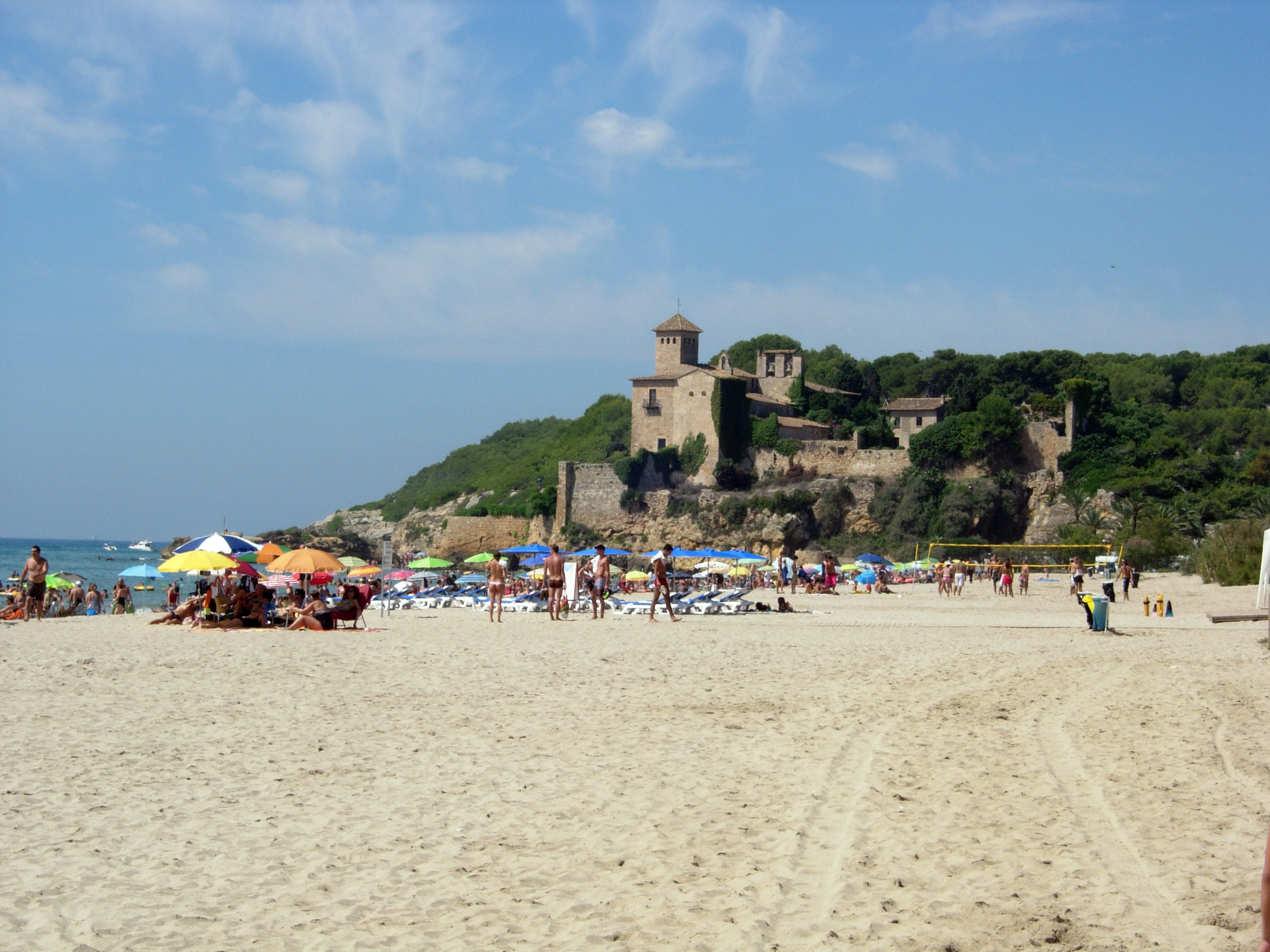
Las playas de Tarragona acogen las vacaciones de la familia

Es la larga lista de actores de reparto la que colabora pronunciando los más ingeniosos diálogos de los guionistas. Erasmo Pascual compone a un muy divertido Eulogio, conserje del edificio en el que reside la familia. Se caracteriza por intentar emplear un lenguaje culto con escaso éxito, dando lugar a repetidas frases jocosas: «Tendrán que subir a pie, uséase, motu propio, porque el ascensor no funciona»; el timbre «sonar sí que suena, pero a todos les da calambre, uséase, electrólisis»; «a mí me es indiferente, uséase, inverosímil»; «el señorito Críspulo ha hecho otro barbarismo» (cuando comete una travesura). También emplea pintorescos neologismos de su invención, tales como «reprimendación» o «incomodismo».
También destaca José Orjas como el vecino de la familia. Ante la reiterada colocación de petardos por Críspulo, que altera la paz de su hogar, su esposa le recuerda que es el presidente de la comunidad de propietarios y le pide que ejerza tal autoridad. El sufrido marido le hará ver que ante esa calamidad nada puede un presidente y que hace falta un rey: Herodes. Otros intérpretes destacados son María Isbert, Julia Caba Alba o José María Caffarel.
Menos cómico es el cometido del actor argentino Jorge Rigaud, quien interpreta un brevísimo pero intenso papel. Al igual que hiciera en El día de los enamorados, su personaje desempeña un rol de enlace con lo trascendente. Se trata del rey Gaspar al que visita el pequeño Críspulo para anular todo su pedido de regalos anterior a cambio de la reaparición de su hermanito Chencho.

#### Los hijos
Entre los hijos había un veterano de la escena; el joven Jaime Blanch —que a sus veintidós años era solo siete más joven que su supuesta madre— tenía ya una larga experiencia cinematográfica. El año anterior había participado junto a Marisol en Ha llegado un ángel, de Luis Lucia. También Carlos Piñar tenía experiencia y había rodado Margarita se llama mi amor el año anterior. La joven María José Alfonso, sin embargo, hacía su presentación en el cine. Su novio fue interpretado por un joven Paco Valladares, quien tuvo que aprender a montar en motocicleta para representar su llegada a Tarragona.
Según relató el operador de fotografía Juan Mariné, los niños fueron seleccionados con gran esmero por un comité integrado por productor, director, jefe de producción, ayudante de dirección y el mismo Mariné. Afirmó que el tribunal no aceptó recomendación alguna y los niños eran identificados con números para evitar favoritismos. Quince días antes del comienzo de la filmación, el equipo comenzó a jugar con ellos, de forma que el rodaje propiamente dicho siguió siendo un juego para ellos.
Debutante era también el pequeño Pedro Mari Sánchez. El jovencísimo actor interpreta al travieso Críspulo «el petardista», quien realizará una emotiva visita al rey mago encarnado por Jorge Rigaud durante la que pide la sustitución de todos los juguetes que había pedido anteriormente por el regreso de su extraviado hermanito Chencho. El actor era igual de revoltoso que el personaje. Igualmente nueva en el cine era Chonette Laurent, que interpretó a Luisa «la coqueta», una adolescente capaz de despistar a sus examinadores con sus encantos.

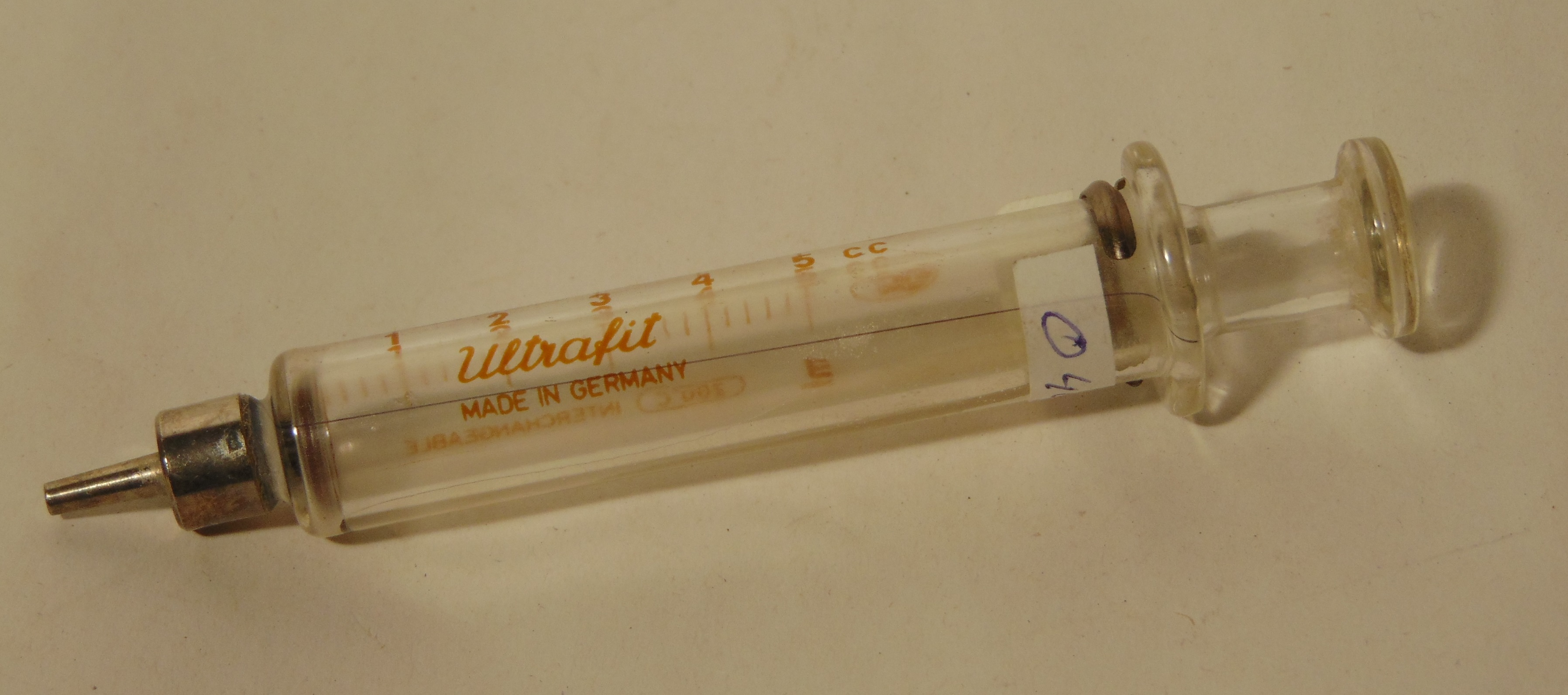
La vista de una jeringuilla estimulaba la vena dramática del joven Chencho

También haría carrera cinematográfica con posterioridad la pequeña Maribel Martín, quien interpreta con gran desparpajo a Sabina «la traductora». Martín ya había trabajado con Palacios en Tres de la Cruz Roja y el director la llamó para integrar su amplia familia.
La dirección de los más pequeños resultó complicada. El niño que interpretaba al pequeño Chencho debía llorar en algunas secuencias y no era fácil explicar eso a un actor de su edad. Para conseguirlo, el ayudante de dirección informaba al crío de que le debían poner una inyección. La vista de la jeringuilla o su mera mención bastaban para que le brotaran las lágrimas. El método era sumamente eficaz, aunque disgustaba a su "abuelo", Pepe Isbert. En otras situaciones era necesario que el pequeño durmiera. La única solución era apagar todas las luces y aguardar a que le llegara el sueño. El problema era que también alcanzaba a veces a Isbert.

### Reparto
| Intérprete              | Rol        |
| ----------------------- | ---------- |
| Alberto Closas          | El padre   |
| Amparo Soler Leal       | La madre   |
| José Isbert             | El abuelo  |
| José Luis López Vázquez | El padrino |

Los hijos
| Intérprete                   | Rol            | Doblaje          |
| ---------------------------- | -------------- | ---------------- |
| María José Alfonso           | La enamorada   | Josefina de Luna |
| Carlos Piñar                 | El empollón    | Manuel Peiró     |
| Chonet Laurent               | La coqueta     | Mari Pe Castro   |
| Jaime Blanch                 | La oveja negra |                  |
| Mircha Carven                | El deportista  |                  |
| Francisco Martínez Ligero    | El gemelo 1    |                  |
| Manuel Martínez Ligero       | El gemelo 2    |                  |
| Conchita Rodríguez del Valle | La hacendosa   |                  |
| Pedro María Sánchez          | El petardista  |                  |
| Óscar Loewy                  | El tragón      |                  |
| Carmen García                | La melindres   |                  |
| María Isabel Martín          | La traductora  |                  |
| María Jesús Valenciaga       | La mellada     |                  |
| Alfredo Garrido              | El tigre       |                  |
| Esther Romero                | La soprano     |                  |

Secundarios
| Intérprete           | Rol              | Doblaje        |
| -------------------- | ---------------- | -------------- |
| Paula Martel         | La maestra       | Celia Honrubia |
| Tomás Pico           | El novio catalán |                |
| Francisco Valladares | El novio motero  |                |
| George Rigaud        | Rey Gaspar       | Félix Acaso    |

Otros intérpretes
(Entre paréntesis, los actores que les doblan la voz)
| - Julia Gutiérrez Caba - José María Caffarel (Benjamín Domingo) - Agustín González - Luis Morris (Joaquín Escola) - Jacinto San Emeterio - José María Prada - José Sepúlveda - Vicente Sangiovani - José Villasante - Guillermo Hidalgo - Fernando de la Riva - Luis Rico - Joaquín Burgos - José Castells - María Pinar - Jesús Álvarez | - José Marco Davó - José Orjas - Emilio Fábregas - Alfonso Godá (José Luis Baltanás) - Dolores Gálvez - Jesús Guzmán - Santiago Ontañón - José Morales - Maribel Hidalgo - Joaquín Bergía - Mari Carmen Ruiz - Ángel Terrón - Isidoro Fernández - Valentín Tornos - Pepita Sánchez - Laly Soldevila | - Antonio Casas (José María Cordero) - María Isbert - Erasmo Pascual - Ángel Álvarez (Vicente Bañó) - Luis Barbero (José Casín) - Francisco Bernal - Juan Cazalilla - Vicente Bañó - Pedro Sempson - Alberto Montaña - Pablo Núñez - Rufino Inglés - Antonio Martínez Ferrez - Manuel Miranda - Gregorio Alonso - Francisco Camoiras |

## Música
La banda sonora está compuesta por el argentino Adolfo Waitzman. La crítica ha señalado sus aciertos descriptivos tanto de ambientes como de estados de ánimo. En particular, se reseñan la sintonía inicial que acompaña a los títulos de crédito, el uso de los villancicos en la tercera parte de la película y la melancólica balada de despedida en la playa —acompañada de guitarra y armónica— que señala el punto final de las vacaciones y de alguno de los romances veraniegos. Por el contrario, ha censurado ciertos efectos demasiado redundantes. Hay unos 58 bloques musicales distintos que duran en conjunto 37 minutos. El ritmo de marcha en compás binario que suena al principio y que remarca la situación de ritmo y movimiento aparece con numerosas variaciones a lo largo de todo el filme, convirtiéndose en auténtico leitmotiv asociado al concepto familiar. Su repetición a lo largo de la película remarca los lazos de sangre existentes entre los protagonistas. Por otra parte, el padre es el único personaje que no es presentado con los acordes de la melodía, sino que él mismo la tararea mientras baja las escaleras, realzando así su papel de patriarca.

## Recepción
Al presentar la cinta en el ministerio para su clasificación de acuerdo con los criterios entonces imperantes para la promoción del cine, Masó consiguió que fuera declarada como «Película de Interés Nacional», lo que garantizaba su rentabilidad gracias a la subvención recibida. Fue estrenada en el cine Lope de Vega el 20 de diciembre de 1962 y tuvo una excelente acogida popular. Sin embargo, a las dos semanas el exhibidor dijo que había que trasladarla a otra sala. Cuando Masó preguntó cuál era el motivo, le dijeron que las sesiones vespertinas se llenaban de público, pero que la función de noche no era para una película infantil. El productor se indignó y explicó que no era una película infantil sino familiar, pero no sirvió de nada. El problema era que el cine Proyecciones, que fue el elegido para continuar la exhibición del filme, era una sala decadente y poco prometedora. Sin embargo, La gran familia se proyectó durante otras cuarenta y siete semanas consecutivas, lo que constituyó un notabilísimo éxito de público:
El filme fue presentado en el Festival de Cannes, donde consiguió el Premio de la Juventud. Además, tuvo una buena distribución internacional; en México obtuvo lo que se podía considerar un gran éxito para una película española, pues permaneció once semanas seguidas en cartel.
La opinión de la crítica fue dispar. El filme cosechó importantes reconocimientos de ámbito nacional. Además de los ya mencionados premios concedidos por Fotogramas y el Círculo de Escritores Cinematográficos a la solvente interpretación de Amparo Soler Leal, la cinta recibió también el segundo premio del Sindicato Nacional del Espectáculo. Sin embargo, los medios especializados afines a la oposición al régimen fueron muy negativos. Así, en el número 16 de la revista Nuestro cine —publicado en enero de 1963— José Luis Egea describió así la película: «Cine engañoso y cine mal hecho, cine-mentira. Cine deshonestidad. Cine inmoral».
Como consecuencia del éxito, el mismo equipo principal, con algunas ausencias notables en el reparto y algunos cambios de intérpretes, realizó pocos años después La familia y... uno más (1965), también con la dirección de Fernando Palacios. El impacto que la primera película tuvo sobre el público hizo que en 1979 —en plena transición política— el propio Pedro Masó dirigiera con mucho menos éxito La familia, bien, gracias. Posteriormente, en 1999 se hizo una entrega más, esta vez como telefilme para televisión: La gran familia... 30 años después, dirigida nuevamente por Pedro Masó. Con el tiempo, la primera película se ha convertido en un clásico habitual en los pases televisivos navideños.

## Trasfondo ideológico

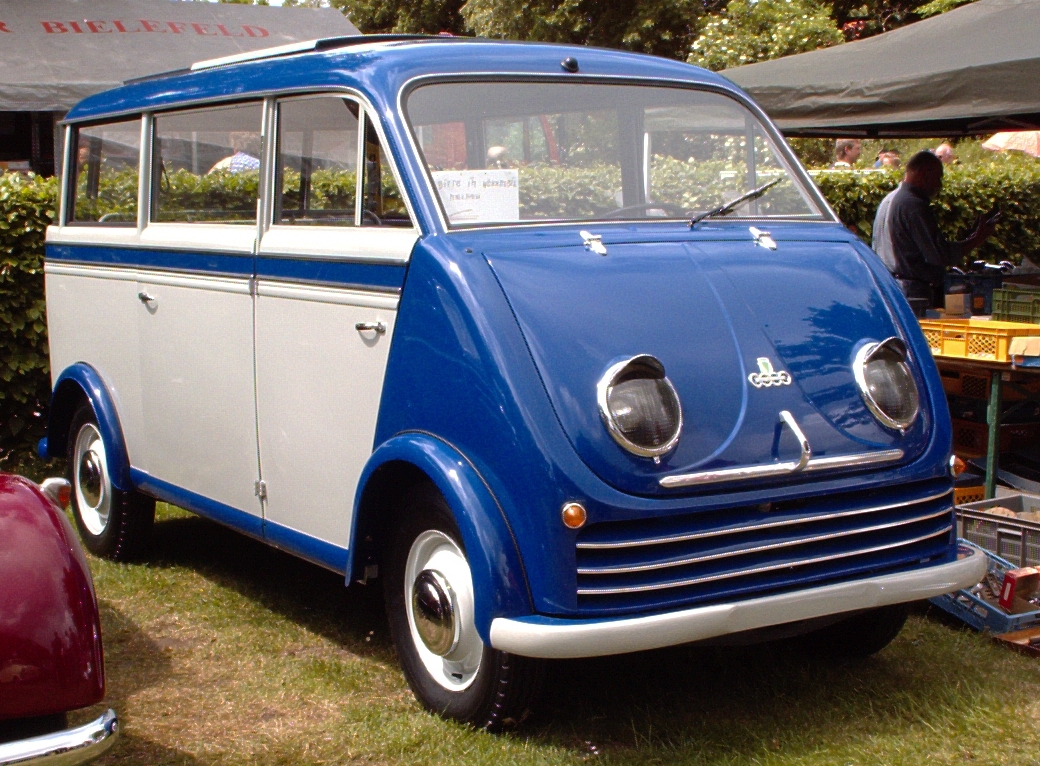
La familia dispone de una furgoneta no muy diferente de esta

Distintos estudiosos del filme lo señalan como uno de los principales exponentes de la ideología de la dictadura franquista imperante en España en aquel momento. Supone una armoniosa conjunción de los valores del denominado desarrollismo con los del catolicismo tradicional. El fomento de la natalidad era uno de los objetivos del régimen y ello se refleja en diálogos como el que mantienen el padre interpretado por Alberto Closas y el funcionario del Ministerio de Hacienda que debe abonarle la gratificación por el número de hijos:

Funcionario de Hacienda.– Si hubiera muchos como usted se arruinarían los contribuyentes españoles.
Carlos.– Y usted, ¿cuantos hijos tiene?
Funcionario.– Ninguno. Preferí quedarme soltero.
Carlos (gesticulando aparatosamente).– Pues si hubiera muchos como usted pronto no quedarían ni contribuyentes, ni españoles, ni nada (risa general).

El mensaje coincidía plenamente con el de los reportajes de NO-DO en los que Franco premiaba a los padres de familias numerosas. Por ello no es extraño que La gran familia fuera declarada oficialmente como «Película de Interés Nacional», siendo uno de los últimos filmes en beneficiarse de este reconocimiento antes de que el director general de Cinematografía José María García Escudero acabara en 1964 con la vieja clasificación. El reconocimiento oficial suponía que la productora obtenía el mayor subsidio estatal posible en la industria cinematográfica española de la época.
El mensaje católico se aprecia en frases que el padre dirige a su cónyuge con mirada lánguida, tales como «Esto del matrimonio está pero que muy bien inventado; es como un mundo para dos. Todo lo demás queda afuera.» o «Me has dado no solo la esperanza tuya, sino quince esperanzas». Frases distantes de los ingeniosos diálogos que trufan la película. También ante la consternación de su hijo mayor por haber suspendido una única asignatura afirma: «Dios nos examinará a todos».
La identificación con el régimen se percibe en el hecho de que, a pesar de que la numerosa familia de diecisiete miembros —el abuelo cobra una pequeña pensión de jubilación— vive de la casi única fuente de ingresos que supone el constante trabajo del paterfamilias, se permite disponer de un amplio piso con dos cuartos de baño y calefacción central situado en un buen barrio, una furgoneta DKW y sirvienta. Y también puede pasar un mes de vacaciones en la playa gracias a la obra de Educación y Descanso de los sindicatos verticales oficiales. Y todo ello solo pasando algunos pequeños apuros a final de mes. Se retrata así una España aseada y sin problemas estructurales; con apuros pero sin pobreza.
Además, en la película todas las instituciones funcionan a la perfección: el sistema educativo, el funcionariado, el sindicato, la policía y la televisión, que organiza un eficaz programa para colaborar en la búsqueda del pequeño Chencho que resulta un notable precedente de los muy posteriores programas de telerrealidad.
También se ha señalado que La gran familia expone el ideal que el régimen tenía respecto al tipo de familia ideal y el reparto de tareas entre los dos sexos. No solo el padre es quien trabaja fuera de casa y la madre quien se ocupa del hogar. También observamos que el hijo mayor estudia para ser arquitecto mientras que la hija mayor ayuda a su madre en las faenas de casa y aspira a contraer matrimonio. Incluso cuando aparece una mujer integrada en el mercado laboral —la profesora particular— se decide por formar una nueva familia con el padrino.

## Premios
| Categoría                                                                      | Premiados                                |
| ------------------------------------------------------------------------------ | ---------------------------------------- |
| Segundo premio del Sindicato Nacional del Espectáculo                          |                                          |
| Premio del Sindicato Nacional del Espectáculo al mejor guion                   | Pedro Masó Rafael J. Salvia Antonio Vich |
| Medalla del Círculo de Escritores Cinematográficos a la mejor actriz principal | Amparo Soler Leal                        |
| Fotogramas de plata al mejor intérprete                                        | Amparo Soler Leal                        |
| Premio de la Juventud del Festival de Cannes                                   |                                          |

## La sagaLa gran familia
- La gran familia (1962), dirigida por Fernando Palacios.
- La familia y... uno más (1965), dirigida por Fernando Palacios.
- La familia, bien, gracias (1979), dirigida por Pedro Masó.
- La gran familia... 30 años después (1999), dirigida por Pedro Masó.